# Les 7 Doigts de la main
 (juin 2018).
Les 7 doigts de la main est un collectif de créateurs basé à Montréal, au Québec, aussi connu en anglais sous le nom de The 7 Fingers, ou sous le diminutif Les 7 Doigts.

## Historique
Les 7 doigts de la main est un collectif fondé en 2002 par sept artistes de cirque : Isabelle Chassé, Shana Carroll, Patrick Léonard, Faon Shane, Gypsy Snider, Sébastien Soldevila et Samuel Tétreault. Faon Shane quitte la compagnie en 2008.
Depuis 2003, la direction du collectif est assurée par Nassib-El-Husseini.
Le 14 juillet 2016, le collectif crée une fondation, qui reçoit le statut d'organisme de bienfaisance en 2017, et qui a pour objectif d'appuyer la création, la production et la diffusion d'œuvres originales, ainsi que de proposer des résidences artistiques de création, des stages, du mentorat artistique, des ateliers, etc.
Jusqu'à fin 2017, le collectif est situé dans des bureaux de Montréal, avant de déménager dans leur nouveau centre de création et de production, dans l'ancien Musée Juste pour Rire, en janvier 2018,. Ce bâtiment a pour vocation d'accueillir les spectacles en création et en répétition, les bureaux administratifs de la compagnie, ainsi que l'entrainement d'artistes de passage à Montréal ou d'événements corporatifs[source insuffisante],,.

## Créations actuelles
- Ships in the Night (2020) est une comédie musicale dirigé par Gypsy Snider (Les 7 Doigts). Le spectacle est l'une des deux créations des 7 Doigts présenté sur le Scarlet Lady, premier navire de croisière de Virgin Voyage.
- Duel Reality (2020) est un spectacle dirigé par Shana Carroll (Les 7 Doigts) joué sur le bateau de croisière Scarlet Lady, premier navire de Virgin Voyage à prendre la mer[10] et qui est présentement en tournée mondiale, hors des bateaux depuis août 2023.
- Prime Time (2020) est une création originale dirigée par Sébastien Soldevila (Les 7 Doigts) pour le Moscow Musical Theatre.
- Les Géants[11] (2024), mise en scène par Isabelle Chassé et Patrick Léonard (Les 7 Doigts) dans le cadre du Festival Montréal Complétement Cirque produit par la TOHU.
- Pub Royal [12](2023), la comédie musicale des Cowboys Fringants mis en scène par Sébastien Soldevila (Les 7 Doigts), coproduit par la Tribu et les 7 doigts de la main.
- RIOPELLE Grandeur Nature[13] (2024), est une création originale mise en scène par Samuel Tétreault (Les 7 Doigts) à l'occasion des festivités du centenaires de Jean-Paul Riopelle. Un voyage au cœur de l’œuvre de Riopelle et de la nature qui l’a toujours inspiré. Coproduit avec la Fondation Jean Paul Riopelle.
- Passagers (2018 et 2025) est un spectacle dirigée par Shana Carroll, assisté d'Isabelle Chassé et sera de retour à New York du 12 au 29 juin 2025.

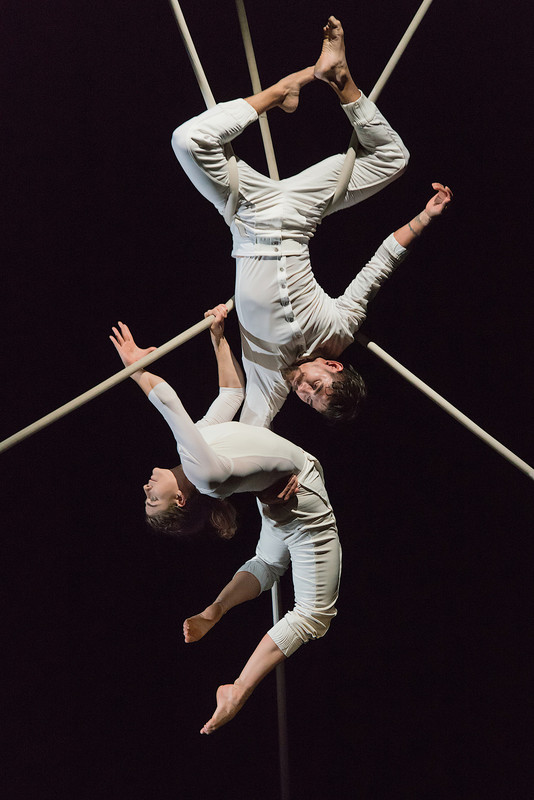
Triptyque, Les 7 Doigts de la main (Pièce 3 : chorégraphie Marcos Morau) TOHU, Oct. 2015

## Créations au répertoire
- Loft (2002 - 2013) est le premier spectacle des 7 Doigts. Les sept artistes sont à la fois sur scène et metteurs en scène du spectacle[14]. En 2004, Les 7 Doigts sont invités à inaugurer la TOHU (Montréal), première salle de spectacle circulaire nord-américaine avec ce spectacle[15].
- Traces (2006) est un spectacle mis en scène et chorégraphié par Shana Carroll et Gypsy Snider. Il est le premier spectacle sans les fondateurs sur scène. Le spectacle est présenté en première mondiale à Montréal en janvier 2006, se rend ensuite à Berlin pour une résidence de trois semaines, dont suit une série de 78 représentations en Allemagne et une tournée européenne[16]. En 2007 le spectacle est présenté au festival Fringe d'Edimbourg, ainsi qu'à New York, au Victory Theatre[17], et y retourne en 2011 pour tenir l'affiche pendant un an et demi au Union Square Theatre[18], puis aux Jeux du Commonwealth à Melbourne[19]. Traces est considéré comme l'un des 10 meilleurs spectacle de l'année, selon le magazine Times[20]
- La Vie (2007 - 2013) a été présentée sous la Spiegeltent sous le pont de Brooklyn à New York[21] à 100 reprises[22]  avant de partir en tournée internationale[réf. souhaitée].
- Le Projet Fibonacci (2007) est un projet itinérant de type work in progress, de coopération artistique internationale multidisciplinaire, mélangeant le cirque, la danse, le théâtre, la vidéo et la musique, et basé sur plusieurs résidences à travers le monde. Son nom vient du mathématicien italien Leonardo Fibonacci, qui au début du XIIIe siècle découvrit une suite de chiffre menant au "Nombre d'Or". C'est le fil conducteur du spectacle. À chaque nouvelle résidence, le spectacle et son contenu évoluent en fonction des artistes présents sur scène, de leur prestation et de leurs aptitudes, et des réactions des spectateurs[23]. Les artistes sont pour la plupart des locaux aux lieux de résidence. Les résidences artistiques ont eu lieu à Mexico en 2007 et en 2009 ; à Montréal et à Igluulik, au Nunavut en 2008, à Copenhague en 2009 et en 2011, à Barcelone en 2010, à Buenos Aires en 2012[24] et à Marrakech en 2016. En juillet 2008, les artistes montréalais des 7 Doigts, ainsi que les artistes mexicains de Cirko de Mente sont allés dans le grand nord canadien rencontrer les artistes Inuits d'Artcirq, afin d'associer leurs arts. Après deux semaines de création, les artistes ont donné plusieurs représentations au Nunavut[25]. Une troisième escale se fait en 2008 à Montréal avec les artistes mexicains, inuits et montréalais. Le spectacle continu de muter[23]. En 2010, Barcelone reçoit le Projet Fibonacci en résidence pour trois semaines. Le spectacle est composé de sept artistes catalans et sept artistes québécois[26]. En Avril 2016, le Projet Fibonacci s'installe pour deux semaines à Marrakech. Le spectacle est composé de trois artistes québécois, sept artistes marocains et trois artistes guinéens[27].
- Psy (2009 - 2013) est le quatrième spectacle de la troupe. Il est dirigé par Shana Carroll, assistée d'Isabelle Chassé. Ce spectacle traite le sujet des troubles émotionnels et mentaux, entre maladie et thérapie, par l'humour et les acrobaties[28].
- Patinoire (2011) est le premier spectacle solo des 7 Doigts et met en scène l'un de ses cofondateurs, Patrick Léonard. La direction artistique est effectuée par Patrick Léonard lui-même, assisté de Nicolas Cantin[29]. Le spectacle a notamment été présenté au Festival d'Avignon en 2014[30].
- AMuse (2012 / 2014) et AMuse, Un Dia (2013) : Créé une première fois en 2012 pour le 60e anniversaire de l’Auditorio Nacional de Mexico[31], ce spectacle a été recréé pour son retour dans la même salle en 2013. Une version de 45 minutes a été présentée plus de 150 fois à la Feria de León (Mexique), en 2013 et 2014[32].
- Séquence 8 (2012 - 2015) est présenté pour la première fois au festival Nuits de Fourvière en 2012[33], puis présenté dans plus de 15 pays par la suite[34]. Le spectacle, dirigé par Shana Carroll et Sébastien Soldevila, a complété une tournée de trois ans en avril 2015 avec deux semaines de représentations au New York City Center[35].

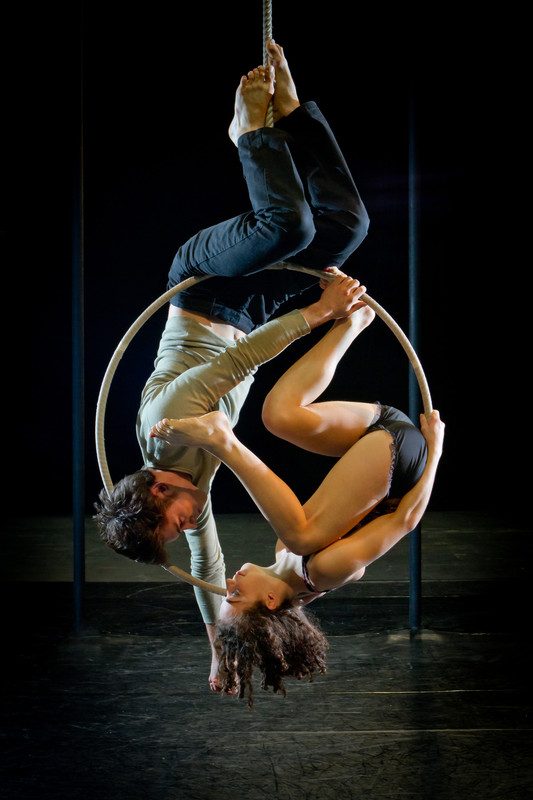
Séquence 8, Les 7 Doigts de la main, Cerceau aérien, 2012

- Le Murmure du coquelicot (2013 - 2014) est une carte blanche du Théâtre du Nouveau Monde (Montréal), présenté en ouverture de saison 2013-2014[36]. Le spectacle, dirigé et écrit par Sébastien Soldevila, met en scène Rémy Girard, six acrobates et Pascale Montpetit[37].
- Intersection (2014) est un spectacle de cirque interactif et immersif[38] dirigé par Gypsy Snider et Samuel Tétreault, créé en 2013 sur invitation de la TOHU pour l’ouverture du 5e festival Montréal complètement cirque[39].
- Cuisine & Confessions (2014), est un spectacle dirigé par Shana Carroll et Sébastien Soldevila, introduisant la cuisine en direct sur scène[40],[41]. Le spectacle a ouvert la Biennale de CINARS en 2014 à Montréal[42]. En septembre 2018, Cuisine & Confessions fût de nouveau à l'affiche pour une dernière série de représentations avec plus de 4 mois au Théâtre Bobino (Paris)[43].

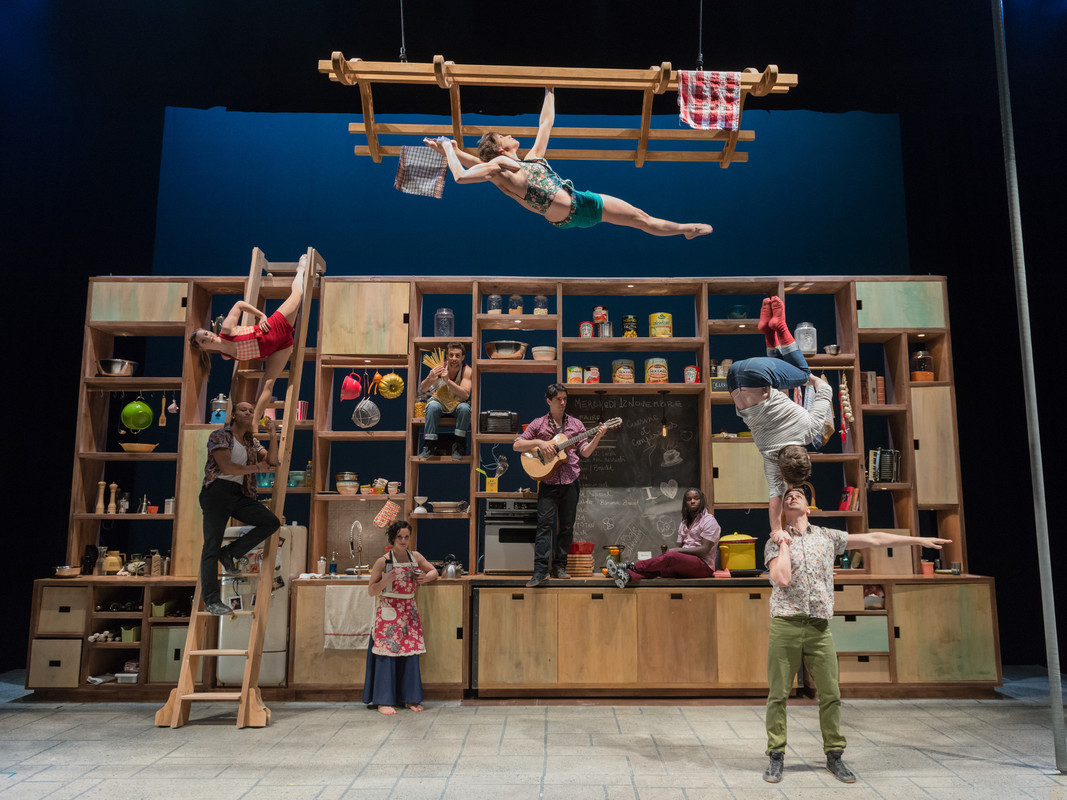
Cuisine & Confessions, Les 7 Doigts de la main, TOHU, novembre 2014

- Triptyque (2015) est un spectacle en trois volets, produit en collaboration avec trois chorégraphes (Marie Chouinard, Victor Quijada et Marcos Morau) et sous la direction artistique de Samuel Tétreault[44].
- Princesse de Cirque (2016), est une adaptation de l'opérette du compositeur hongrois Emmerich Kálmán dirigée par Sébastien Soldevila. Le spectacle est joué au Moscow Musical Theatre depuis 2016. Il réunit 47 artistes, danseurs, artistes de cirque, un chœur d'enfants et 17 musiciens[source insuffisante],[45],[46]
- Réversible[47] (2016-2019) est un spectacle dirigé par Gypsy Snider. En mars 2017, Réversible est le premier spectacle de cirque et le premier spectacle québécois à jouer au Bataclan[48] après les rénovations à la suite des attentats terroristes du 13 novembre 2015[49].
- Bosch Dreams (2016-2019) est un hommage au peintre Jérôme Bosch dirigé par Samuel Tétreault et coproduit par le Théâtre Republique (Danemark), avec le soutien de Wilhelm Hansen Fonden et la Fondation Jheronimus Bosch 500[50]. Ce spectacle a été conçu à l'occasion de l'anniversaire des 500 ans de la mort du peintre[51]. En novembre 2017, Bosch Dreams fait sa première française à La Villette (Établissement public du parc et de la grande halle de la Villette) dans le cadre des célébrations du "Québec à La Villette[52]" avant de partir en tournée internationale. Le spectacle a été joué au Danemark[53], aux Pays-Bas[54], en Belgique, en France[55],[56], en Suède[57], en Espagne[58], en Corée du Sud[59],[60], à Hong Kong[61], et en Chine[62], il a terminé sa tournée à Montréal lors du festival Montréal Complètement Cirque en 2019.

- Vice & Vertu (2017) est un spectacle conçu et réalisé à l'occasion du 375e anniversaire de Montréal[63]. Il est dirigé par trois des cofondateurs, Samuel Tétreault, Patrick Léonard et Isabelle Chassé, et se joue du 10 juillet au 6 août 2017 à la SAT de Montréal[64]. Le spectacle est une œuvre de fiction fortement inspirée de faits historiques Montréalais des années 1920 à 1940[65],[66].
- Temporel (2018) est un spectacle multidisciplinaire produit en collaboration avec la compagnie Lemieux Pilon 4D Art. La mise est scène a été réalisé par Patrick Léonard, Isabelle Chassé, Michel Lemieux et Victor Pilon, et la chorégraphie a été créée par Shana Carroll[67].
- Unikkaqtuat (2020) est une coproduction des 7 Doigts, de la compagnie Artcirq et de Taqqut Productions (en). Le spectacle met notamment en scène des artistes issus de communautés du Grand Nord Canadien[68].
- Les Géants[11] (2022), mise en scène par Isabelle Chassé et Patrick Léonard (Les 7 Doigts) dans le cadre du Festival Montréal Complétement Cirque produit par la TOHU.
- Éclats[69] (2023-2024), un cabaret, suspendu entre mer et montagne, qui vous entraîne dans une expérience inspirée des souvenirs de la région de Charlevoix, créé par Isabelle Chassé (Les7 Doigts)

## Collaborations artistiques
- Crime (2009). Les 7 doigts signent le spectacle Crime de l’École nationale de cirque de Montréal[réf. nécessaire].
- Il fait dimanche (2010). Ce spectacle de l’École nationale de cirque de Montréal est dirigé par Shana Carroll des 7 doigts de la main[70].
- Pippin (2013-2017). La création circassienne de la comédie musicale Pippin a été confiée aux 7 doigts de la main. En 2014, le spectacle est présenté 420 fois au Music Box Theatre[71] à New York et parcourt les États-Unis.
- Queen of the night (2013-2015). En 2013, la compagnie coconçoit le spectacle du souper-spectacle Queen of the Night présenté au Diamond Horseshoe à New York pour plus de 300 représentations. Le spectacle fusionne théâtre, musique, cirque, cuisine et design[72].
- Peter Pan (2015-2016). En 2015, Les 7 doigts signent la chorégraphie et la direction du mouvement de Peter Pan 360[73] aux États-Unis. Le spectacle a été présenté dans le threesixty° Théâtre, une scène à 360 degrés sous une structure de 100 pieds de hauteur[74],[source insuffisante]. Ce spectacle est sous la direction de William Dudley et la musique originale est Benjamin Wallfisch[75]
- Darcy Oake, Edge of reality (2015). Après une première collaboration en 2014 pour le spectacle télévisé de l’illusionniste Darcy Oake, Les 7 doigts de la main dirigent son nouveau spectacle, Edge of Reality en 2015[76].
- Paramour (en) (2016 - 2017). Shana Carroll a signé la direction de création acrobatique et la chorégraphie de cette production du Cirque du Soleil[77].
- Crystal (en) (2017-...). Shana Carroll et Sébastien Soldevila ont dirigé le spectacle de cette production du Cirque du Soleil[78].
- Soul of the Ocean (2019-...). Spectacle multimédia dirigé par la firme montréalaise Moment Factory et dont la mise en scène a été confiée à Isabelle Chassé (Les 7 Doigts). Le spectacle est présenté quotidiennement au Ocean Park Hong Kong depuis décembre 2019[79],[80].
- Water for Elephants (2023), le roman à succès acclamé par la critique, Water for Elephants, prend vie de manière éclatante sur Broadway dans une nouvelle comédie musicale unique et spectaculaire. Shana Carroll y signe la conception circassienne et la co-chorégraphie.

## Événements spéciaux
- Gala du Gouverneur Général (2006)[81],
- Royal Variety Charity performance (2009)[82],
- Célébration du la fête du Canada en présence du Prince William et de Kate Middleton à Ottawa (2011)[83],
- Cérémonie des Oscars (2012)[84],
- America's Got Talent (2011 et 2012)[85],
- Le Plus Grand Cabaret du monde (2013)[86].
- Bench/, The Naked truth (2014)[87],
- Luces Fugaces (2014)[88],
- Jeux Olympiques: Sotchi 2014[89], Vancouver 2010 et Turin 2006[90],
- C2 Montréal (2015)[réf. souhaitée],
- Célébration de la fête du Canada en présence de Justin Trudeau (2016)[91],
- Festival ÎLESONIQ (Montréal)[92], Hermès (Hong Kong), Les Bocuses d'Or (France) (2017)[93],
- Festival Juste pour rire, spectacle d'ouverture (Montréal) (2018)[94],
- Cubes au Carré (2019), est une création des 7 Doigts, mis en scène par Isabelle Chassé. Le spectacle est présenté par L'Arrondissement de Ville-Marie, en collaboration avec la Ville de Montréal. L'idée étant de créer quelque chose pour égayer le centre-ville.
- ACCRO (2019), la 4e édition du laboratoire d'activations de marque ACCRO Montréal s'est tenue dans nos Studios en novembre 2019. lors duquel nous avons présenté plusieurs numéros artistiques.
- 1001 Nights : The Last Chapter (2019), Revisitant le grand classique des 1001 Nuits, le spectacle ajoute un épilogue aux histoires de Shéhérazade. The Last Chapter célèbre la littérature à travers une forme hybride de danse, le théâtre, les acrobaties, la vidéo et la musique Live. En 2019, la ville de Charjah, située dans les Émirats arabes, a été désignée Capitale mondiale du livre par l’UNESCO. Pour marquer l’occasion et célébrer cet honneur, cette œuvre de commande a été créée et jouée dans le cadre de la Foire internationale du livre.
- UEFA Euro 2020 (2019), la compagnie a été mandatée pour réaliser la cérémonie d'ouverture du tirage au sort des équipes du tournoi EURO UEFA 2020 en décembre 2019 dans la salle Romexpo à Bucharest en Roumanie.
- Summer Tale (2021).
- Iro, Fable Urbaine (2021), Sur une invitation du maire de Sorel-Tracy, M. Serge Péloquin, Danielle Roy, fondatrice de RoyBox, et Patrick Léonard, cofondateur des 7 Doigts.
- Narratives of the place (2022), création originale à l'occasion du 50e anniversaire de gouvernance du cheikh de Sharjah.

## Centre de création et de production
Très rapidement après la création du collectif, Les 7 Doigts ressentent le besoin d'avoir un lieu capable de réunir en son sein tous ses départements et ainsi regrouper l'administration, la création, la production. Après 10 ans de travail et diverses étapes, Les 7 Doigts aménagent enfin en janvier 2018.

### Historique
En 2008, le Forum des Équipements Culturels subventionne 25 000 dollars pour la réalisation du PFT (Programme Fonctionnel et Technique), ce qui permet aux 7 Doigts d'établir précisément leurs besoins. En, 2012, ces dernières achètent le 2111 boulevard Saint-Laurent, avant qu'en 2014, la Ministre québécoise de la Culture et des Communications, Hélène David, annonce une aide financière de 9,4 millions de dollars à la compagnie pour l'acquisition et la rénovation de l'ancien musée Juste pour rire, fermé depuis 2010.
En 2015, une sélection de la firme d'architecture à la suite d'un concours a lieu, puis une subvention d'1 million de dollars du Patrimoine Canadien via le Fonds du Canada pour les espaces culturels est accordée. Les travaux de rénovation débutent en 2016, et Les 7 Doigts déménagent sur le boulevard Saint-Laurent, dans le quartier des spectacles, en janvier 2018[réf. souhaitée].
Le 5 juillet 2018, Marie Montpetit, alors ministre de la Culture et des Communications en fonction, annonce une nouvelle aide financière de près de 2 millions de dollars afin d'aménager et d'équiper le bâtiment. Ce lieu est composé de deux grands studios de création, d'un studio de danse, d'une salle d'entrainement et d'un studio d'enregistrement.

## Fondation Les 7 Doigts de la main
La Fondation Les 7 doigts de la main a été créée en 2016 et a obtenu le statut d’organisme de bienfaisance à l’automne 2017. Le 6 février 2018, la Fondation Les 7 doigts de la main a lancé sa première campagne de financement en présence de son parrain d'honneur: Guy Laliberté, fondateur de Lune Rouge et du Cirque du Soleil. M. Laliberté a alors remis 1 million de dollars canadiens à la fondation, dont l'objectif était de 5 millions d'ici 2022. D'autres donateurs, dont Investissements Québec, Daniel Gauthier, Gilles Ste-Croix et la Caisse d’économie solidaire se sont aussi engagés à contribuer à la campagne.

## Le Lab7
Le Lab7 est un laboratoire technologique installé au Centre de création et de production des 7 Doigts, à quelques pas de la Place des Arts à Montréal.Partenaire avec le HUPR et d'autres programmes de recherche, le Lab7 a pour objectif d'explorer l'intégration des technologies de pointe au monde de la scène. Le Lab7 est présentement composé de 6 laboratoires, tous dédiés à différentes expérimentations concentrés sur l'innovation des processus créatifs à l'aide de la technologie.